# Kroonmeerkat
De kroonmeerkat of Graymeerkat (Cercopithecus pogonias)  is een soort van het geslacht echte meerkatten (Cercopithecus). De wetenschappelijke naam van de soort werd voor het eerst geldig gepubliceerd door Bennett in 1833.

## Voorkomen
De soort komt voor in het zuidoosten van Nigeria, Kameroen, Equatoriaal Guinea, Gabon, Congo-Kinshasa en Congo-Brazzaville.

## Ondersoorten
De soort heeft drie ondersoorten:
- Cercopithecus pogonias pogonias Bennett, 1833 – komt voor in Nigeria, Kameroen en op het eiland Bioko.
- Cercopithecus pogonias grayi Fraser, 1850 – komt voor in de Centraal-Afrikaanse Republiek, Congo-Kinshasa, noordelijk Congo-Brazzaville, het noordoosten van Gabon en het zuiden van Kameroen.
- Cercopithecus pogonias nigripes Du Chaillu, 1860 – komt voor in Equatoriaal-Guinea, het westen van Gabon en het zuiden van Congo-Brazzaville.